# Platinum Collection: Sounds of Summer Edition
Platinum Collection: Sounds of Summer Edition es un álbum de compilación de tres CD de The Beach Boys. Fue lanzado en diciembre de 2005 por EMI Records. 

## Características
Además de compilar las obras más conocidas de la década de 1960 como "Surfin' USA" y "California Girls", también recopila canciones de su era con Brother Records. También incluye composiciones no tan populares para aquellos que no estén interiorizados en la música de The Beach Boys, tales como "Sail On, Sailor", "Marcella", "Disney Girls (1957)", "Surf's Up", "Forever", "'Til I Die" y "California Saga: California". También tiene composiciones más recientes del grupo como "Wipe Out" con The Fat Boys y "Fun, Fun, Fun" con Status Quo. Cada CD está constituido por canciones de un determinado periodo, por lo que en cada CD podemos apreciar un sonido diferente de la banda, sin embargo las canciones dentro de cada disco no están ordenadas cronológicamente.
Exceptuando algunas pistas de los dos primeros álbumes, la gran mayoría de las canciones que antes estaban en mono, fueron remasterizadas y mezcladas en estéreo.

## Lista de canciones
| CD 1  |                                |                                         |          |  |
| N.º   | Título                         | Escritor(es)                            | Duración |  |
| 1.    | «I Get Around»                 | Brian Wilson/Mike Love                  | 2:13     |  |
| 2.    | «Don't Worry Baby»             | Brian Wilson/Roger Christian            | 2:49     |  |
| 3.    | «Surfin' USA»                  | Chuck Berry/Brian Wilson                | 2:28     |  |
| 4.    | «In My Room»                   | Brian Wilson/Gary Usher                 | 2:13     |  |
| 5.    | «Little Deuce Coupe»           | Brian Wilson/Roger Christian            | 1:40     |  |
| 6.    | «Surfer Girl»                  | Brian Wilson                            | 2:28     |  |
| 7.    | «Fun, Fun, Fun»                | Brian Wilson/Mike Love                  | 2:20     |  |
| 8.    | «When I Grow Up (To Be a Man)» | Brian Wilson/Mike Love                  | 2:03     |  |
| 9.    | «Girls on the Beach»           | Brian Wilson                            | 2:26     |  |
| 10.   | «All Summer Long»              | Brian Wilson/Mike Love                  | 2:09     |  |
| 11.   | «Wendy»                        | Brian Wilson/Mike Love                  | 2:17     |  |
| 12.   | «Dance, Dance, Dance»          | Brian Wilson/Carl Wilson/Mike Love      | 2:02     |  |
| 13.   | «Be True to Your School»       | Brian Wilson/Mike Love                  | 2:10     |  |
| 14.   | «The Warmth of the Sun»        | Brian Wilson/Mike Love                  | 2:53     |  |
| 15.   | «Little Honda»                 | Brian Wilson/Mike Love                  | 1:53     |  |
| 16.   | «Surfin'»                      | Brian Wilson/Mike Love                  | 2:12     |  |
| 17.   | «Surfin' Safari»               | Brian Wilson/Mike Love                  | 2:07     |  |
| 18.   | «Do You Wanna Dance?»          | Bobby Freeman                           | 2:21     |  |
| 19.   | «Please Let Me Wonder»         | Brian Wilson/Mike Love                  | 2:47     |  |
| 20.   | «Then I Kissed Her»            | Phil Spector/Ellie Greenwich/Jeff Barry | 2:15     |  |
| 45:37 |                                |                                         |          |  |

| CD 2  |                               |                                                                 |          |  |
| N.º   | Título                        | Escritor(es)                                                    | Duración |  |
| 1.    | «Good Vibrations»             | Brian Wilson/Mike Love                                          | 3:38     |  |
| 2.    | «California Girls»            | Brian Wilson/Mike Love                                          | 2:46     |  |
| 3.    | «Sloop John B»                | Traditional                                                     | 2:58     |  |
| 4.    | «Barbara Ann»                 | Fred Fassert                                                    | 2:13     |  |
| 5.    | «God Only Knows»              | Brian Wilson/Tony Asher                                         | 2:53     |  |
| 6.    | «Wouldn't It Be Nice»         | Brian Wilson/Tony Asher/Mike Love                               | 2:32     |  |
| 7.    | «You Still Believe in Me»     | Brian Wilson/Tony Asher                                         | 2:36     |  |
| 8.    | «The Little Girl I Once Knew» | Brian Wilson                                                    | 2:38     |  |
| 9.    | «Caroline, No»                | Brian Wilson/Tony Asher                                         | 2:20     |  |
| 10.   | «You're So Good to Me»        | Brian Wilson/Mike Love                                          | 2:16     |  |
| 11.   | «Girl Don't Tell Me»          | Brian Wilson/Mike Love                                          | 2:21     |  |
| 12.   | «Help Me, Rhonda»             | Brian Wilson/Mike Love                                          | 2:48     |  |
| 13.   | «Heroes and Villains»         | Brian Wilson/Van Dyke Parks                                     | 3:40     |  |
| 14.   | «Wild Honey»                  | Brian Wilson/Mike Love                                          | 2:39     |  |
| 15.   | «Darlin'»                     | Brian Wilson/Mike Love                                          | 2:14     |  |
| 16.   | «Friends»                     | Brian Wilson/Carl Wilson/Dennis Wilson/Al Jardine               | 2:33     |  |
| 17.   | «Bluebirds over the Mountain» | Ersel Hickey                                                    | 2:53     |  |
| 18.   | «Break Away»                  | Brian Wilson                                                    | 2:57     |  |
| 19.   | «The Beach Boys Medley»       | Brian Wilson/Mike Love/Roger Christian/Fred Fassert/Chuck Berry | 4:08     |  |
| 52:55 |                               |                                                                 |          |  |

| CD 3  |                                  |                                                                  |          |  |
| N.º   | Título                           | Escritor(es)                                                     | Duración |  |
| 1.    | «Do It Again»                    | Brian Wilson/Mike Love                                           | 2:19     |  |
| 2.    | «Cotton fields»                  | Lead Belly                                                       | 3:15     |  |
| 3.    | «I Can Hear Music»               | Jeff Barry/Ellie Greenwich/Phil Spector                          | 2:37     |  |
| 4.    | «Tears in the Morning»           | Bruce Johnston                                                   | 4:08     |  |
| 5.    | «Sail On, Sailor»                | Brian Wilson/Van Dyke Parks/Tandyn Almer/Ray Kennedy/Jack Rieley | 3:19     |  |
| 6.    | «Disney Girls (1957)»            | Bruce Johnston                                                   | 4:07     |  |
| 7.    | «Long Promised Road»             | Carl Wilson/Jack Rieley                                          | 3:34     |  |
| 8.    | «Forever»                        | Dennis Wilson/Gregg Jakobson                                     | 2:41     |  |
| 9.    | «Surf's Up»                      | Brian Wilson/Van Dyke Parks                                      | 4:12     |  |
| 10.   | «'Til I Die»                     | Brian Wilson                                                     | 2:38     |  |
| 11.   | «Marcella»                       | Brian Wilson/Tandyn Almer/Jack Rieley                            | 3:54     |  |
| 12.   | «Student Demonstration Time»     | Jerry Leiber/Mike Stoller/Mike Love                              | 3:59     |  |
| 13.   | «Lady Lynda»                     | Al Jardine/Ron Altbach                                           | 3:59     |  |
| 14.   | «California Saga: California»    | Al Jardine                                                       | 3:22     |  |
| 15.   | «Sumahama»                       | Mike Love                                                        | 4:29     |  |
| 16.   | «Rock and Roll Music»            | Chuck Berry                                                      | 2:29     |  |
| 17.   | «Here Comes the Night»           | Brian Wilson/Mike Love                                           | 4:33     |  |
| 18.   | «Kokomo»                         | Mike Love/Scott McKenzie/Terry Melcher/John Phillips             | 3:37     |  |
| 19.   | «Wipe Out» (con The Fat Boys)    | Bob Berryhill/Pat Connolly/Jim Fuller/Ron Wilson                 | 4:01     |  |
| 20.   | «California Dreamin'»            | John Phillips/Michelle Phillips                                  | 3:15     |  |
| 21.   | «Fun, Fun, Fun» (con Status Quo) | Brian Wilson/Mike Love                                           | 3:11     |  |
| 73:31 |                                  |                                                                  |          |  |